# Diplycosia pilosa
Diplycosia pilosa là một loài thực vật có hoa trong họ Thạch nam. Loài này được Blume mô tả khoa học đầu tiên năm 1826.